# اختلال پاپولواسکواموس
اختلال پاپولواسکواموس (به انگلیسی: Papulosquamous disorder) وضعیتی است که با هر دو سفت‌دانه‌ها و اسکیل‌ها، یا هر دو پاپول‌های پوسته‌پوسته و پلاک‌ها ارائه شده است.
مثال‌ها عبارتند از پسوریازیس، لیکن پلان، و پیتیریازیس روزه‌آ.